# Klaus-Dieter Seehaus
Klaus-Dieter Seehaus (n. 6 octombrie 1942, Hagen, Germania – d. 10 februarie 1996, Rostock, Germania) a fost un fotbalist ce a reprezentat Republica Democrată Germană, medaliat olimpic. A participat la o ediție a Jocurilor Olimpice (1964) în care a câștigat o medalie de bronz.

## Participări
Lista de mai jos prezintă principalele competiții la care a participat Klaus-Dieter Seehaus de-a lungul carierei.
- football at the 1964 Summer Olympics[*]